# STS-89
STS-89 e осемдесет и деветата мисия на НАСА по програмата Спейс шатъл и дванадесети полет на совалката Индевър. Това е десети полет по програмата Мир-Шатъл и осмо скачване на совалката с орбиталната станция Мир. По време на мисията е направена петата смяна на американския астронавт в орбита.

## Екипаж
| Пост                    | Астронавт                                                                                           |
| ----------------------- | --------------------------------------------------------------------------------------------------- |
| Командир                | Терънс Уилкът трети космически полет                                                                |
| Пилот                   | Джо Едуардс първи космически полет                                                                  |
| Специалист на мисията 1 | Салижан Шарипов(РКА) първи космически полет                                                         |
| Специалист на мисията 2 | Джеймс Райли първи космически полет                                                                 |
| Специалист на мисията 3 | Майкъл Андерсън първи космически полет                                                              |
| Специалист на мисията 4 | Бони Дънбар пети космически полет                                                                   |
| Специалист на мисията 5 | при старта: Андрю Томас втори космически полет при приземяването: Дейвид Улф втори космически полет |

- Броят на полетите е преди и включително тази мисия.

## Полетът
STS-89 е осмата от деветте планирани мисии на совалките до космическата станция „Мир“. По време на този полет става петата смяна в орбита на американския член на екипажа на Основна експедиция 24 (ОЕ-24). Дейвид Улф пристига в космоса през септември 1997 г. с мисия STS-86. На негово място за около 4 месеца полет идва последният астронавт на САЩ по програмата Андрю Томас, който се завръща през юни 1998 г. с екипажа на мисия STS-91.
STS-89 е шести полет на модула Спейсхеб в посока на „Мир“ и пети полет в двойна конфигурация. В предната част на двойния модул се провеждат експериментите от екипажа по време, преди и след скачването на совалката със станцията. В кърмовата част на двойния модул се е намирало логистичното оборудване, което е предназначено за „Мир“ и включва храна, облекло, експерименти, и доставка на резервно оборудване.

## Параметри на мисията
- Маса на совалката при приземяването: 114 131 кг
- Маса на полезния товар:7748 кг
- Перигей: 385 км
- Апогей: 379 км
- Инклинация: 51,7°
- Орбитален период: 92.2 мин

Скачване с „Мир“
- Скачване: 24 януари 1998, 20:14 UTC
- Разделяне: 29 януари 1998, 16:56 UTC
- Време в скачено състояние: 4 денонощия, 20 часа, 42 минути.